# Abgang (Theater)
Der Abgang eines Darstellers oder einer Figur im Theater (im Theatertext mit der Regieanweisung „ab“ gefordert) bezeichnet das Verlassen der Bühne beziehungsweise des für das Publikum sichtbaren Bereichs. Ein Abgang ist der Schluss einer Szene (eines Auftritts) in einem Drama.

## Formen
Normalerweise verlässt ein Schauspieler eine Kulissenbühne oder eine Guckkastenbühne seitlich durch die Gassen, seltener nach hinten. Dafür können seit dem späteren 19. Jahrhundert praktikable Türen dienen. Eine spezielle Form des Abgangs ist das Verlassen der Bühne in den Unterbühnenbereich mittels der Versenkung. 
Wenn ein Darsteller nach einem Abgang gleich wieder erscheint, spricht man von einem „falschen Abgang“. Dies ist etwa nach einzelnen Strophen des Wiener Couplets zum Beifall des Publikums der Brauch.
Sofern die illusionistischen Ideale des Naturalismus nicht gelten, sind die Darsteller oft auch dann noch zu sehen, wenn die gespielten Figuren bereits abgegangen sind. Es handelt sich dabei um einen Verfremdungseffekt.

## Redewendungen
Außerhalb des Theaterbereichs kann „Abgang“ eine Niederlage, einen offenen Protest oder den Tod bedeuten, also die effektvollsten Varianten eines Bühnenabgangs.
Arten des Bühnenabgangs sind auch in folgende Redewendungen eingegangen: „Ab durch die Mitte“ bezieht sich auf einen raschen und auffälligen Abgang nach hinten,  „in die Versenkung geraten“ oder „in der Versenkung verschwinden“ stammt vom Abgang durch eine Klappe im Bühnenboden her.